# Papenbroek
Het Papenbroek is een natuurgebied in de Belgische gemeenten Bekkevoort en Diest. Het gebied is 9,8 hectare groot en is in beheer bij Natuurpunt.

## Beschrijving
Het natuurgebied is gelegen in de vallei van de Begijnenbeek, stroomafwaarts van het natuurgebied van de Begijnenbeekvallei. Het Papenbroek bestaat voornamelijk uit voormalige turfputten, natte hooilanden en ruigten. Deze schrale vegetatietypes zijn relicten van blauwgraslanden die hier vroeger vrij algemeen voorkwamen. In het gebied worden volgende werken uitgevoerd:
- manueel maaien van de percelen (tweemaal zomer en herfst) met bosmaaiers en maaibalken, afvoeren van het maaisel. Op de meest kwetsbare percelen gebeurt dit met draagberries, een zwaar en arbeidsintensief werk;
- enkele wilgenkoepels worden regelmatig teruggezet teneinde verbossing van de graslanden tegen te gaan;
- onderhoudskap (winter) van de knotwilgen en houtwallen;
- voormalige turfputten worden opnieuw vrijgemaakt om verlanding tegen te gaan. Het open ondiepe water geeft uitstekende biotopen voor kikkers, salamanders en vele watergebonden insecten zoals verschillende libellensoorten.

Het beheer gebeurt grotendeels door vrijwilligers. Ook de scholen komen in het najaar een handje toesteken bij de tweede maaibeurt.

## Flora
In het gebied komt onder andere de gevlekte orchis voor.